# آرسنیک تری‌اکسید
آرسنیک تری‌اکسید (به انگلیسی: Arsenic trioxide) با فرمول شیمیایی As۲O۳ یک ترکیب شیمیایی با شناسه پاب‌کم ۲۶۱۰۰۴ است. که جرم مولی آن 197.841 g/mol می‌باشد. شکل ظاهری این ترکیب، جامد سفید است.